# سان پولو دی کاوالیری
سان پولو دی کاوالیری (به ایتالیایی: San Polo dei Cavalieri) یک کومونه در ایتالیا است که در استان رم واقع شده‌است. سان پولو دی کاوالیری ۴۲٫۷ کیلومتر مربع مساحت و ۲٬۳۱۰ نفر جمعیت دارد و ۶۵۱ متر بالاتر از سطح دریا واقع شده‌است.